# Brent Spiner
Brent Spiner (n. 2 februarie 1949, Houston, Texas) este un actor american cel mai cunoscut pentru interpretarea rolului androidului Data (Star Trek) din serialul de televiziune Star Trek: Generația următoare și în filmele de lung metraj Star Trek: Generații, Star Trek: Primul contact, Star Trek: Rebeliune și Star Trek: Nemesis.